# Willy Burkhard
Willy Burkhard (* 17. April 1900 in Leubringen; † 18. Juni 1955 in Zürich) war ein Schweizer Komponist.

## Leben
Willy Burkhard besuchte das Lehrerseminar Muristalden und studierte dann auch in Bern beim Münsterorganisten Ernst Graf, in Leipzig bei Sigfrid Karg-Elert, in München bei Walter Courvoisier und in Paris bei Max d’Ollone. 1924 liess sich Burkhard als Privatmusiklehrer in Bern nieder, wo er 1928 als Theorielehrer an das Konservatorium berufen wurde.

## Werke
Zu seinen wichtigsten Werken gehören die Oratorien Das Gesicht Jesajas (1933–1935) und Das Jahr (1940–1941), die Gotthelf-Oper Die Schwarze Spinne (1948) und das A-cappella-Chorstück Die Sintflut (1954/55).
Für das Horn schuf er 1945 eine Romanze (mit Klavierbegleitung), für Flöte allein 1955 die gern gespielte Suite op. 98.
Der Nachlass von Willy Burkhard wird in der Paul-Sacher-Stiftung in Basel aufbewahrt.